# Langues mundurukú
Les langues mundurukú constituent un des groupes de la famille des langues tupi. Elles sont parlées au Brésil.

## Liste des langues mundurukú
Les langues mundurukú sont selon la classification de Rodrigues (2007) au nombre de deux:
- Kuruáya
- Mundurukú